# Jakub Kosiński
Jakub Kosiński (ur. 25 lipca 1898 w Czechowicach, zm. 31 grudnia 1996 w Blackpool) – podpułkownik pilot Polskich Sił Powietrznych w Wielkiej Brytanii.

## Życie
Był synem Józefa i Marcjanny z Łagowskich, żonaty z Emilią Opacką (zm. 1950), jego synem był Leszek Kosiński. 
W maju 1915 ukończył Szkołę Przemysłowo-Techniczną Jana Dal-Trozzo w Warszawie (dział budowlany). Zaraz potem zgłosił się do formacji Robót Wojenno-Drogowych, która wykonywała prace inżynieryjne na potrzeby wojska rosyjskiego. Jako urzędnik wojskowy pracował przy sztabach X, I i V Armii, a od 1916 w batalionie kolejowym na froncie besarabskim.
Po rewolucji październikowej udał się do Odessy, gdzie zgłosił się do III Korpusu Polskiego, a po jego rozwiązaniu wrócił do Warszawy. W styczniu 1919 wstąpił do 3 Pułku Ułanów. Został skierowany do klasy taborowej (nr 28) w Szkole Podchorążych Piechoty, którą ukończył w 1920. Następnie służył w sztabie 15 Dywizji Piechoty.
W 1922 ukończył Oficerską Szkołę Aeronautyczną w Toruniu i dostał przydział do IV Batalionu Balonowego. W 1923 ukończył Szkołę Pilotów w Bydgoszczy oraz Wyższą Szkołę Pilotów w Grudziądzu i trafił do 1 Pułku Lotniczego. W 1925 ukończył kurs instruktorski w Szkole Pilotów w Bydgoszczy.
28 stycznia 1926 uległ ciężkiemu wypadkowi lotniczemu, kiedy prowadzony przez niego samolot rozbił się w Powsinie pod Warszawą. W wypadku zginęli pasażer samolotu por. obs. Tadeusz Kulbicki oraz na ziemi mieszkanka Powsina Marianna Szymańska.
W 1929 pełnił funkcję oficera mobilizacyjnego 1 Pułku Lotniczego, a w 1930 dowódcy eskadry treningowej. W lutym 1931 ukończył 4-miesięczny kurs dowódców eskadr w Centrum Wyszkolenia Oficerów Lotnictwa w Dęblinie. Od kwietnia 1931 do listopada 1932 był dowódcą 212 Eskadry Bombowej, po czym został mianowany adiutantem pułku i funkcję tę pełnił do końca kwietnia 1933. Od marca do czerwca 1933 był oficerem taktycznym III Dywizjonu Myśliwskiego, po czym wrócił na stanowisko oficera mobilizacyjnego. W 1934 ukończył XXIV kurs unifikacyjno-doskonalący dla kapitanów w Centrum Wyszkolenia Piechoty w Rembertowie. Później dowodził eskadrą szkolną i dywizjonem szkolnym. Na początku 1935 po raz drugi ukończył kurs dowódców eskadr.
15 maja 1935 pełnił wartę honorową przy trumnie Józefa Piłsudskiego w Belwederze.
W 1938 ukończył II kurs Wyższej Szkoły Lotniczej i został przeniesiony do Dowództwa Lotnictwa, gdzie pełnił funkcję szefa Wydziału Zasobów MOB. We wrześniu 1939 r. został ewakuowany do Rumunii i objął komendę placówki ewakuacyjnej w Konstancy, w której zajmował się organizacją transportu polskiego personelu lotniczego do Francji. W Rumunii służył do lutego 1940 i po zakończeniu tej misji przeniósł się do Francji. Pracował w Komendzie Centrum Wyszkolenia Lotnictwa w Lyon Bron w Referacie Personalnym. Po upadku Francji ewakuował się do Wielkiej Brytanii. W Bazie Polskich Sił Powietrznych w Blackpool pełnił funkcję szefa Wydziału Administracji Stanów, a w czerwcu 1945 r. został szefem Komendy Uzupełnień nr 2.
Od 1945 był członkiem Stowarzyszenia Lotników Polskich, należał też do londyńskiego POSK - Polskiego Ośrodka Społeczno-Kulturalnego.
W 1948 zakończył służbę wojskową i pozostał w Wielkiej Brytanii. Pracował m. in. w domu wysyłkowym i w firmie meblarskiej. W 1965 przeszedł na emeryturę.
Zmarł w Anglii. Jego prochy zostały przewiezione do Polski. 3 kwietnia 1997 został pochowany na cmentarzu Powązkowskim w Warszawie (kwatera 201-3-20/21).
Jest autorem wspomnień Wojna Światowa 1939–194...r. Moja tułaczka i moje przeżycia podczas jej trwania opisane przeze mnie dla syna mego Leszka, które zostały opublikowane w książce Turysta Sikorskiego: pamiętnik pełnomocnika ds. uchodźców polskich w Konstancy spisany w latach 1939-1940.

## Awanse oficerskie
- podporucznik 1921
- porucznik 1923
- kapitan 1932
- major 1938
- podpułkownik 1944

## Ordery i odznaczenia
- Srebrny Krzyż Zasługi[20]
- Medal Lotniczy (czterokrotnie)[20]
- Medal za Wojnę 1918–1921[20]
- Krzyż Kampanii Wrześniowej[20]
- Medal Dziesięciolecia Odzyskanej Niepodległości[20]
- Srebrny Medal za Długoletnią Służbę[20]
- Brązowy Medal za Długoletnią Służbę[20]
- Odznaka obserwatora balonowego[21]
- Odznaka pilota nr 579[22]
- Odznaka pamiątkowa 1 Pułku Lotniczego[23]
- Odznaka pamiątkowa Wyższej Szkoły Lotniczej[16]
- Krzyż Kawalerski Orderu Gwiazdy Rumunii (Rumunia) [20]
- Rumuńska odznaka pilota (Rumunia)[24]
- Medal Obrony (Wielka Brytania)[25]
- Medal Wojny 1939–1945 (Wielka Brytania)[25]